# Виктория-Турм
«Виктория-Турм» (нем. Victoria-Hochhaus, Victoria-Turm) — офисное высотное здание в районе Пемпельфорт города Дюссельдорф — столицы федеральной земли Северный Рейн-Вестфалия, построенное в стиле модернизма. Здание расположено на площади Victoriaplatz вдоль улицы Fischerstraße. «Виктория» является третьим по высоте зданием Дюссельдорфа.
29-этажное здание высотой 108,8 м было сооружено в 1994—1998 годах строительной компанией «KHP König Heunisch und Partner».

На 106 600 м² офисных площадей работают примерно 1 915 человек. Наибольшую площадь занимает страховая компания «Ergo Versicherungsgruppe».

Под зданием располагается подземная автомобильная парковка на 450 мест.